# Lippia abyssinica
Lippia abyssinica là một loài thực vật có hoa trong họ Cỏ roi ngựa. Loài này được (Otto & A.Dietr.) Cufod. mô tả khoa học đầu tiên năm 1969.